# ATP Challenger Panama-Stadt
Das ATP Challenger Panama-Stadt (offizieller Name: Visit Panama Cup Panama-Stadt) war ein Tennisturnier in Panama-Stadt, das jährlich von 2012 bis 2014 sowie 2017 und 2018 ausgetragen wurde. Das Turnier war Teil der ATP Challenger Tour und wurde im Freien auf Sandplatz gespielt.

## Siegerliste

### Einzel
| Jahr                         | Sieger                     | Finalgegner        | Finalergebnis  |
| ---------------------------- | -------------------------- | ------------------ | -------------- |
| 2018                         | Carlos Berlocq             | Blaž Rola          | 6:2, 6:0       |
| 2017                         | Rogério Dutra da Silva (2) | Peđa Krstin        | 6:2, 6:4       |
| 2015–2016: nicht ausgetragen |                            |                    |                |
| 2014                         | Pere Riba                  | Blaž Rola          | 7:5, 5:7, 6:2  |
| 2013                         | Rubén Ramírez Hidalgo      | Alejandro González | 6:4, 5:7, 7:64 |
| 2012                         | Rogério Dutra da Silva (1) | Peter Polansky     | 6:3, 6:0       |

### Doppel
| Jahr                         | Sieger                                   | Finalgegner                              | Finalergebnis     |
| ---------------------------- | ---------------------------------------- | ---------------------------------------- | ----------------- |
| 2018                         | Yannick Hanfmann Kevin Krawietz          | Nathan Pasha Roberto Quiroz              | 7:64, 6:4         |
| 2017                         | Sergio Galdós (2) Caio Zampieri          | Kevin Krawietz Adrián Menéndez           | 1:6, 7:65, [10:7] |
| 2015–2016: nicht ausgetragen |                                          |                                          |                   |
| 2014                         | František Čermák Michail Jelgin          | Martín Alund Guillermo Durán             | 4:6, 6:3, [10:8]  |
| 2013                         | Jorge Aguilar Sergio Galdós (1)          | Júlio César Campozano Alejandro González | 6:4, 6:4          |
| 2012                         | Alejandro González Júlio César Campozano | Peter Polansky Daniel Kosakowski         | 6:4, 7:5          |